# Melanie C (албум)
Melanie C е осмият студиен албум на английската певица Мелани Си, издаден през 2020 г. Албумът успява да достигне осмо място във Великобритания.

## Списък с песните

### Оригинално издание
1. „Who I Am“ – 3:32
2. „Blame It on Me“ – 3:08
3. „Good Enough“ – 3:36
4. „Escape“ – 3:10
5. „Overload“ – 3:18
6. „Fearless“ (с Надя Роуз)	– 4:07
7. „Here I Am“ – 3:28
8. „Nowhere to Run“ – 3:34
9. „In and Out of Love“ – 3:14
10. „End of Everything“ – 3:56

### Физическо делукс издание (диск 2)
1. „Self Love“ – 3:36
2. „Into You“ – 2:42
3. „Touch Me“ – 4:02
4. „Who I Am“ (Joe Goddard remix) – 6:25
5. „Blame It on Me“ (PBH & Jack remix) – 3:37
6. „High Heels“ (със Синк дъ Пинк) (Moto Blanco remix) – 3:48

### Дигитално делукс издание
1. „Into You“ – 2:42
2. „Touch Me“ – 4:02

### Дигитално делукс издание (диск 2)
1. „Who I Am“ (акустика)	– 3:18
2. „Blame It on Me“ (акустика) – 3:11
3. „In and Out of Love“ (акустика) – 3:16
4. „Into You“ (акустика)	– 3:10
5. „I Turn to You“ (акустика) – 4:16
6. „Never Be the Same Again“ (акустика) – 3:25
7. „Too Much“ (акустика)	– 3:44

### Дигитално делукс издание (диск 3)
1. „Who I Am“ (Joe Goddard remix редактиран) – 3:44
2. „Blame It on Me“ (PBH & Jack remix редактиран) – 2:47
3. „Overload“ (Todd Terry remix)	– 2:53
4. „In and Out of Love“ (Nick Reach Up remix) – 3:44
5. „Overload“ (Karim Naas remix) – 3:25